# Contea di Jackson (Colorado)
La contea di Jackson, in inglese Jackson County, è una contea dello Stato del Colorado, negli Stati Uniti. La popolazione al censimento del 2000 era di 1 577 abitanti. Il capoluogo di contea è Walden.

## Geografia
La contea si trova nel nord dello Stato, al confine con lo Stato del Wyoming. Comprende il bacino North Park, un bacino montuoso dove si trova la sorgente del North Platte, che scorre nella contea verso nord e continua nel Wyoming. I confini sud e ovest sono tracciati dallo spartiacque continentale.

### Contee confinanti
- Contea di Albany (Wyoming) - nord-est
- Contea di Larimer - est
- Contea di Grand - sud
- Contea di Routt - ovest
- Contea di Carbon (Wyoming) - nord-ovest

## Storia
L'area era territorio di caccia del popolo Ute. La contea fu istituita nel 1909 e fu chiamata così in onore del presidente Andrew Jackson.

## Comuni
L'unica town incorporata è Walden, il capoluogo di contea.